# I-4 (sous-marin)
Le sous-marin japonais I-4 est un croiseur sous-marin de la marine impériale japonaise de classe J-1.
Mis en service en 1929, il a servi dans la deuxième guerre sino-japonaise et la Seconde Guerre mondiale. Pendant ce dernier conflit, il a soutenu l'attaque de Pearl Harbor, a mené des patrouilles de lutte contre le trafic maritime dans l'océan Indien et a participé à la campagne des îles Aléoutiennes, à la campagne de Guadalcanal et à la Campagne de Nouvelle-Guinée avant d'être coulé en décembre 1942.

## Conception et description
Construit par Kawasaki Shipbuilding Corporation à Kobe, au Japon, le I-4 a été mis sur cale le 17 avril 1926. Il a été lancé le 22 mai 1928 et a été achevé le 24 décembre 1929. La marine impériale japonaise l'a accepté pour le service et l'a mis en service le jour même.

## Histoire

### Service précoce
Lors de sa mise en service, le I-4 a été rattaché au district naval de Yokosuka, affecté à la 7e division sous-marine du 2e escadron sous-marin de la 2e flotte. Le 1er août 1930, il a été réaffecté à la 8e division sous-marine, au large de Kyushu, près des îles Mishima, où il a participé à un exercice au cours duquel un groupe de sous-marins s'est exercé à une attaque combinée simulée sur une ligne de cuirassés en zigzag le 14 juin 1932, lorsqu'il a fait surface inopinément devant les cuirassés. Le cuirassé Hyūga, qui filait à 12 nœuds (22 km/h), a pris des mesures d'évitement à la dernière minute et a réussi à éviter une collision directe avec le I-4 stationnaire, bien que le Hyūga ait subi des dommages mineurs au niveau du bordé de sa coque lorsque son étrave a effleuré la coque du I-4.

### Deuxième guerre sino-japonaise
Le 7 juillet 1937 a eu lieu le premier jour de l'incident du pont Marco Polo, qui a marqué le début de la seconde guerre sino-japonaise. En septembre 1937, le 1er escadron sous-marin a été réaffecté à la 3e flotte qui, à son tour, a été subordonnée à la Flotte de zone chinoise pour le service dans les eaux chinoises. L'escadron, composé du I-4 et ses sous-marins jumeaux (sister ships) I-1, I-2, I-3, I-5 et I-6, s'est déployé sur une base à Hong Kong avec les ravitailleurs de sous-marins Chōgei et Taigei en septembre 1937. Du 21 au 23 août 1937, les six sous-marins du 1er Escadron de sous-marins ont opéré en mer de Chine orientale comme couverture lointaine pour une opération au cours de laquelle les cuirassés Nagato, Mutsu, Haruna et Kirishima et le croiseur léger Isuzu ont transporté des troupes de Tadotsu, au Japon, à Shanghai, en Chine.
Le 1er Escadron de sous-marins était basé à Hong Kong jusqu'à l'automne 1938. Dans un effort pour réduire les tensions internationales liées au conflit en Chine, le Japon a retiré ses sous-marins des eaux chinoises en décembre 1938.

### 1938–1941
Le 15 novembre 1940, le 2e escadron de sous-marins est resubordonné à la 6e flotte. Le 7 janvier 1941, le I-4 devient le vaisseau amiral de la 8e division sous-marine.
Le 10 novembre 1941 - date à laquelle les I-4, I-5, I-6 et le sous-marin I-7 constituaient la 8e division sous-marine du 2e escadron de la 6e flotte, le I-7 servant de navire amiral de l'escadron - le commandant de la 6e flotte, le vice-amiral Mitsumi Shimizu, a réuni les commandants des flottes de sous-marins pour une réunion à bord de son navire amiral, le croiseur léger Katori, qui était ancré dans la baie de Saeki. Shimizu les a informés de l'attaque prochaine de Pearl Harbor, qui entraînera le Japon et les États-Unis dans la Seconde Guerre mondiale. Alors que la marine impériale japonaise commençait à se déployer pour le conflit à venir dans le Pacifique, les I-4, I-5, I-6 et I-7 s'embarquèrent de Yokosuka le 16 novembre 1941, à destination des îles Hawaï. Les sous-marins reçurent le message "Montez le Mont Niitaka 1208" (en japonais : Niitakayama nobore 1208) de la flotte combinée le 2 décembre 1941, indiquant que la guerre avec les Alliés commencerait le 8 décembre 1941, heure du Japon, c'est-à-dire le 7 décembre 1941 de l'autre côté de la ligne internationale de changement de date à Hawaii.

### Seconde Guerre mondiale

#### Première patrouille de guerre
Le 7 décembre 1941, les sous-marins du 2e escadron de sous-marins ont pris des postes de patrouille à travers une partie de l'océan Pacifique du nord-est au nord-ouest d'Oahu, avec la zone de patrouille I-4′s adjacente à celle de I-6. Les sous-marins avaient ordre de faire de la reconnaissance dans la zone et d'attaquer tout navire qui se serait séparé de Pearl Harbor pendant ou après l'attaque, qui s'est produite ce matin-là. Vers 03h55 le 14 décembre 1941, le I-4 a frappé le côté tribord du navire marchand norvégien Hųegh Merchant - qui avait fait un voyage de San Francisco, Californie, à Manille aux Philippines avec 7 500 tonnes de marchandises générales dont 100 tonnes d'explosifs et lorsque la guerre a éclaté et avait été dérouté vers Honolulu, Hawaï - avec une torpille de 29 milles nautiques (54 km) à l'est-nord-est de Makapuʻu Point, Oahu. Le Hųegh Merchant a pris feu, et vers 04h05, le I-4 a tiré une autre torpille qui l'a touché près du même endroit que la première. Le Hųegh Merchant a coulé à 05h33, et le destroyer dragueur de mines USS Trever, de l'US Navy, a sauvé ses passagers et son équipage. Les barils de pétrole du cargo Hųegh Merchant ont dérivé à terre sur Kauai quelques jours plus tard.
Le 9 janvier 1942, le I-4 reçut l'ordre de se détourner de sa patrouille et de rechercher le porte-avions USS Lexington de la marine américaine, que le sous-marin I-18 avait aperçu, mais il ne trouva pas le Lexington. Il arriva à Kwajalein le 22 janvier 1942], puis reprit la route le 24 janvier 1942 en direction de Yokosuka, qu'il atteignit le 2 février 1942.

#### Seconde patrouille de guerre
Pendant que le I-4 était à Yokosuka, le 2e escadron de sous-marins - composé des I-1, I-2, I-3, I-4, I-6 et du vaisseau amiral de l'escadron, le I-7 - fut affecté à la Force d'invasion des Indes orientales néerlandaises le 8 février 1942. Le I-4 quitta donc Yokosuka le 12 février 1942 à destination de Palau, où il arriva le 16 février 1942, puis reprit la route le 17 février en direction des Indes orientales néerlandaises. Le 22 février 1942, il arriva à Staring Bay, dans la péninsule sud-est de Célèbes, juste au sud-est de Kendari, puis reprit la mer le 23 février, en direction de l'océan Indien, au sud de Java, où il devait effectuer sa deuxième patrouille de guerre.
Vers 16h15 le 28 février 1942, le I-4 a coulé un navire à vapeur allié non identifié - parfois identifié comme le navire marchand Ban Ho Guan basé à Singapour, bien que le Ban Ho Guan n'ait pas été dans la zone à ce moment-là - dans l'océan Indien au sud-ouest de Bali. Il a bombardé les îles Cocos le 3 mars et a conclu sa patrouille par son arrivée à Penang dans la Malaisie britannique occupée par le Japon à 12h50, heure normale du Japon, le 8 mars 1942.

#### Troisième patrouille de guerre
Des ordres sont arrivés du quartier général de la Flotte Combinée pour tous les sous-marins du 2e escadron de sous-marins, à l'exception du I-1, pour mener des opérations de reconnaissance le long des côtes de Ceylan et de la côte ouest de l'Inde en préparation de l'Opération C, le prochain raid dans l'Océan Indien par les porte-avions de la Force Mobile Combinée. En conséquence, le I-4 a quitté Penang le 28 mars 1942 avec le commandant de la 8e division sous-marine à son bord et avec l'ordre de mener une reconnaissance dans l'océan Indien dans le Courant de Malicut (Maliku Kandu) et dans les eaux au large de Colombo à Ceylan.
À l'entrée ouest du canal de Maliku Kandu, vers 15h55 le 6 avril 1942 - le lendemain du raid des avions japonais sur Colombo - le I-4 a tiré deux torpilles Type 96 sur le vapeur américain Washingtonian de 6 617 tonneaux, qui faisait route de Suez, en Égypte, vers Colombo. Le Washingtonian a aperçu l'une des torpilles s'approchant sur son côté bâbord à une distance de 460 mètres et a commencé un virage lent pour tenter de l'éviter, mais les deux torpilles l'ont frappé, mettant le feu aux réservoirs de carburant du Washingtonian. Le Washingtonian finit par couler. Le 10 avril 1942, après 1 heure du matin, le I-4 fait surface au large de Colombo aux environs de la position 7° N, 79° E et ouvre le feu avec ses deux canons de pont sur un boutre maldivien de 200 tonneaux, tirant quatorze salves de 140 millimètres (5,5 pouces) et endommageant gravement le navire.
La patrouille du I-4 s'est terminée par son arrivée à Singapour le 16 avril 1942. Il a quitté Singapour le 21 avril 1942 pour se diriger vers Yokosuka, qu'ila atteint le 1er mai 1942.

#### Quatrième patrouille de guerre
Alors que le I-4 était à Yokosuka, la campagne des îles Aléoutiennes commença les 3 et 4 juin 1942 par un raid aérien japonais sur le port de Dutch Harbor, en Alaska, suivi rapidement par l'occupation japonaise sans opposition des îles Aléoutiennes d'Attu le 5 juin et de Kiska le 7 juin 1942. Le 10 juin 1942, les I-1, I-2, I-3, I-4, I-5, I-6 et I-7 furent réaffectés à la Force du Nord pour servir dans les Aléoutiennes, et le 11 juin 1942, le I-4 partit pour les eaux des Aléoutiennes en compagnie des I-1, I-2, I-3 et I-7 pour commencer leur quatrième patrouille de guerre. Le 20 juin 1942, les I-1, I-2 et I-4 rejoignirent la ligne de patrouille "K" dans l'océan Pacifique Nord entre les coordonnées 48°N 178°W et 50°N 178°W. Le I-4 resta sur la ligne de patrouille jusqu'au 3 juillet 1942. Le 20 juillet 1942, Il fut réaffecté à la Force avancée et reçut l'ordre de retourner au Japon. Il arriva à Yokosuka le 1er août 1942 et commença une révision.

#### Campagne de Guadalcanal
Pendant le séjour du I-4 à Yokosuka, la campagne de Guadalcanal a commencé le 7 août 1942 avec des débarquements amphibies américains à Guadalcanal, Tulagi, les îles Florida, Gavutu et Tanambogo dans le sud-est des îles Salomon. Le 20 août 1942, la 8e division sous-marine a été dissoute, et le I-4 a été réaffecté à la 7e division sous-marine. Le 8 septembre 1942, il quitta Yokosuka pour se rendre dans la zone de guerre des Salomon et, après avoir fait escale à Truk du 15 au 19 septembre 1942, il se mit en route pour sa cinquième patrouille de guerre, à laquelle il fut assigné une zone de patrouille au sud de San Cristobal.
Le 29 septembre 1942, le I-4 était en surface à 12 milles nautiques (22 km) au sud-ouest du cap Sidney sur San Cristobal lorsqu'à 23 heures, il aperçut le cargo de la marine américaine USS Alhena sur son étrave bâbord, naviguant d'est en sud-est à 13 nœuds (24 km/h), escorté par le destroyer USS Monssen. À 23h44, il a tiré deux torpilles Type 96 sur le Alhena et à 23h51, il a observé que la première torpille a touché l'arrière du Alhena près de la cale n°5, faisant un trou de 14 mètres de chaque côté de sa poupe et déclenchant plusieurs incendies. La deuxième torpille a également touché le navire, mais n'a pas explosé. Le Alhena est tombé à l'eau à la position géographique de 10° 47′ S, 161° 16′ E et a pris une gîte de 10 degrés à l'arrière. En supposant que le Alhena allait couler, le I-4 est descendu à 50 m et a commencé à sortir de la zone à 3 nœuds (5,6 km/h). Il a établi le contact avec le Monssen à 00h25 le 30 septembre 1942. À 00h47, son opérateur du son a signalé qu'il avait été en contact avec un autre destroyer, mais le I-4 a rapidement perdu ce contact également. Il fit surface à 01h45 et à 04h32 il signala qu'il avait coulé un cargo de 7 000 tonneaux. Cependant, bien que le Alhena ait subi six morts ou disparus de la marine américaine et 24 membres du corps des Marines, il resta à flot et, au milieu de l'année 1943, retourna au combat reconfigurée en cargo d'attaque, rebaptisé AKA-9,.
Le 5 octobre 1942, le I-4 fut réaffecté au groupe de patrouille "A". Le 10 octobre 1942, le I-4 et la I-7 furent directement resubordonnées à la Force avancée et il reçut l'ordre de se dérouter de sa patrouille et de se rendre dans la zone d'Espiritu Santo, où un raid sous-marin devait avoir lieu. Le raid fut annulé, et le I-4 fut à nouveau affecté au groupe de patrouille "A" le 13 octobre 1942. Le 14 octobre 1942, il reçut l'ordre de bombarder le terrain d'aviation d'Espiritu Santo, mais la visibilité était limitée alors qu'il approchait de l'île par l'est et ne trouva pas le terrain d'aviation. Le 16 octobre 1942, il reçut l'ordre de patrouiller dans les eaux entre les îles Salomon et les Nouvelles-Hébrides. Le 25 octobre 1942, alors qu'il se trouvait à 100 milles nautiques (190 km) à l'ouest d'Espiritu Santo, il aperçut un cuirassé se dirigeant vers l'ouest - probablement le USS Washington - et deux destroyers, mais il les perdit dans un grain de pluie et ne tenta pas d'attaquer. Il retourna à Truk le 3 novembre 1942.
Alors qu'il était à Truk, le I-4 a subi une conversion entre le 4 et le 16 novembre 1942, au cours de laquelle son canon de 140 millimètres a été remplacé par un montage à l'arrière de sa tour de contrôle pour une péniche de débarquement étanche de classe Daihatsu qui lui permettrait de décharger des cargaisons le long des côtes des îles Salomon, et il a été réaffecté à l'unité de patrouille "B" le 15 novembre 1942. Alors que sa conversion était en cours, le commandant de la 6e flotte, le vice-amiral Teruhisa Komatsu, s'est adressé aux commandants de ses flottes de sous-marins le 16 novembre 1942 pour les informer que le commandant en chef de la flotte combinée, l'amiral Isoroku Yamamoto, avait ordonné à la 6e flotte d'organiser un système de ravitaillement par sous-marin des forces de la 17e armée combattant sur Guadalcanal.
Affecté à ces missions de ravitaillement, le I-4 quitta Truk le 20 novembre 1942 à destination de Rabaul. Il fit escale à Rabaul du 23 au 25 novembre 1942 et embarqua un Daihatsu étanche sur sa nouvelle monture, puis se dirigea vers l'île Shortland dans les îles Shortland, son commandant recevant un briefing sur les procédures de ravitaillement à Guadalcanal alors qu'il était en mer au large de Bougainville. Il atteignit Shortland le 26 novembre 1942. Transportant son Daihatsu, il partit le 28 novembre avec une cargaison de 20 tonnes de nourriture et de médicaments et atteignit la baie de Kamimbo sur la côte nord-ouest de Guadalcanal le 30 novembre 1942. Il déchargea rapidement le Daihatsu et reprit la mer pour Rabaul, qu'il atteignit le 3 décembre 1942. Le 5 décembre 1942, à 16 heures, il entama une nouvelle traversée de ravitaillement vers Guadalcanal, transportant à nouveau 20 tonnes de nourriture et de médicaments, qu'il déchargea rapidement dans la baie de Kamimbo le 8 décembre 1942 avant de s'arrêter à l'île Shortland du 10 au 12 décembre et de reprendre la route vers Rabaul, qu'il atteignit le 14 décembre 1942.

#### Campagne en Nouvelle Guinée
Le 16 décembre 1942, le I-4 quitta Rabaul pour un ravitaillement urgent à Buna, en Nouvelle-Guinée, afin de soutenir les forces japonaises combattant dans la campagne de Nouvelle-Guinée. Il arriva au large de l'embouchure du fleuve Mambare sur la côte de la Nouvelle-Guinée à 22h15 le 18 décembre 1942, mais alors qu'il était à la surface, les PT boat PT-121 et PT-122 de la marine américaine le détectèrent. Il est revenu dans la zone quelques heures plus tard, mais n'a pas pu contacter les forces japonaises à terre. Son commandant a transmis un message disant qu'il avait décidé d'interrompre la mission de ravitaillement et de retourner à Rabaul.

#### Perte
Le sous-marin USS Seadragon, alerté de la présence du I-4 par Ultra intelligence information, a aperçu le I-4 à l'entrée sud du canal St. George au large de la Nouvelle-Irlande, se dirigeant vers le nord en surface à 14 noeuds (26 km/h), à 06h21 le 21 décembre 1942. Identifiant à tort le I-4 comme un sous-marin de classe I-168, le Seadragon le décrit comme étant peint en noir et avec le chiffre "4" peint sur sa tour de contrôle. À 6h37, le Seadragon tire trois torpilles Mark 10 Mod 3 à une portée de 780 mètres. Les guetteurs du I-4 ont apparemment aperçu les torpilles qui s'approchaient parce que le I-4 a tourné dans une tentative apparente de passer leurs sillages au peigne fin.La première torpille du Seadragon a subi une panne de gyroscope et a raté son avance et sa deuxième torpille a explosé prématurément après avoir couru pendant seulement 18 secondes. Sa troisième torpille a frappé la poupe du I-4, provoquant une boule de feu et beaucoup de fumée. Le Seadragon a vu la proue du I-4 s'élever verticalement alors qu'il coulait par la poupe à la position géographique de 5° 02′ S, 152° 33′ E avec la perte des 90 hommes à bord.
Le 5 janvier 1943, la marine impériale japonaise a officiellement déclaré que le I-4 était présumé perdu, avec tout son équipage. Il a été rayé de la liste de la Marine le 1er mars 1943.

## Source
- (en) Cet article est partiellement ou en totalité issu de l’article de Wikipédia en anglais intitulé « Japanese submarine I-4 » (voir la liste des auteurs).